# Regentenstraße 110 (Mönchengladbach)

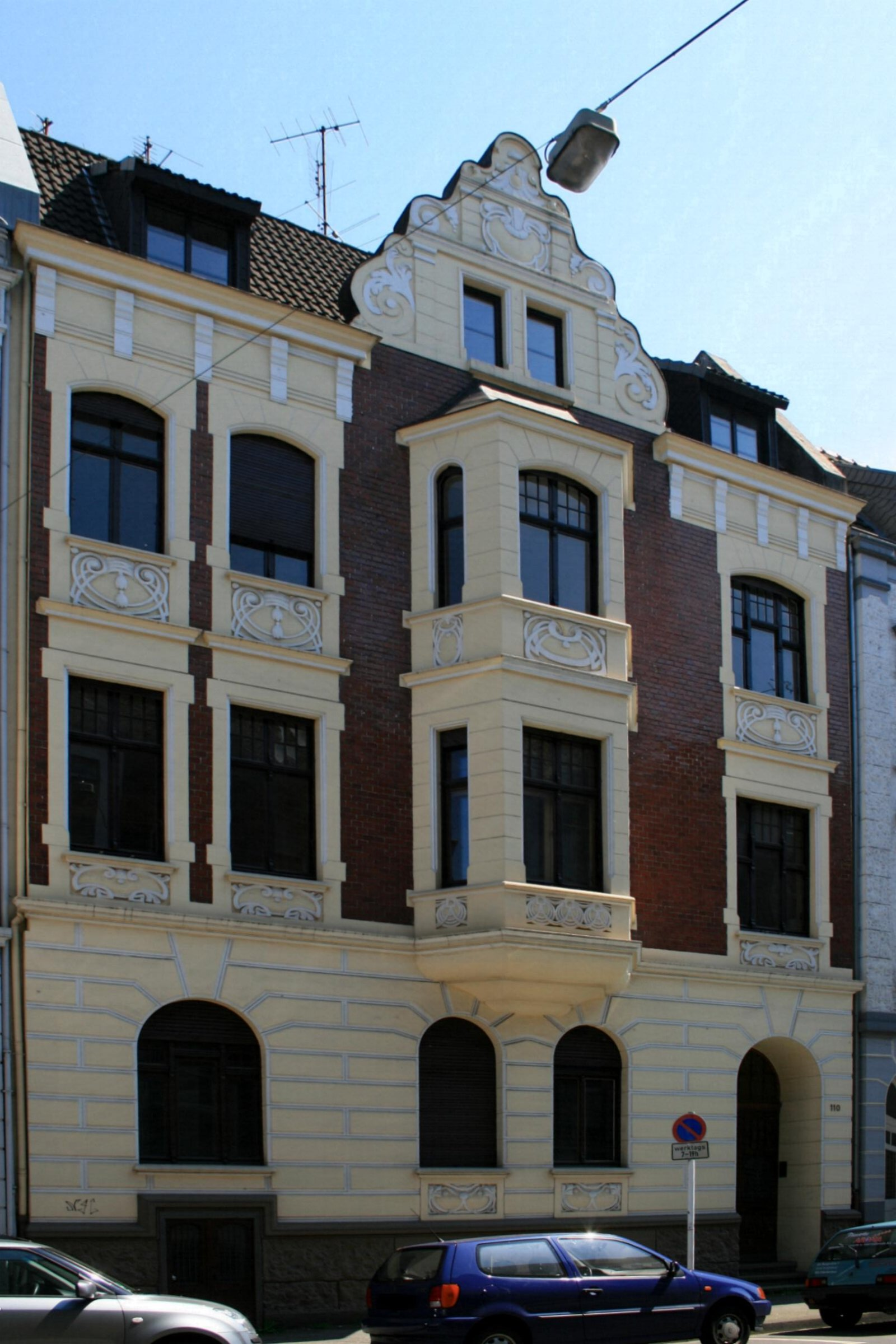
Wohnhaus (2010)

Das Wohnhaus Regentenstraße 110 steht im Stadtteil Gladbach in Mönchengladbach (Nordrhein-Westfalen).
Das Gebäude wurde 1900 erbaut. Es wurde unter Nr. R 043 am 17. Mai 1989 in die Denkmalliste der Stadt Mönchengladbach eingetragen.

## Lage
Das Gebäude liegt an der Südseite der Regentenstraße im zentral gelegenen Stadtteil Gladbach in einer historischen Baugruppe ähnlicher Häuser.

## Architektur
Bei dem Objekt handelt es sich um ein dreigeschossiges und traufständiges Wohnhaus mit wechselnden Achsen, einem übergreifenden Erker und einem Dachblendgiebel, das kurz nach 1900 errichtet wurde.